# Стелюшок морський
Стелюшок морський, стелюшок приморський, стелюшок солончаковий (Spergularia marina) — вид квіткових рослин родини гвоздичні (Caryophyllaceae), поширений у циркумполярних, помірних і тепло-помірних областях Європи, півночі Африки, Азії, Північної Америки, Південної Америки. Етимологія: лат. marina — «морський».

## Морфологічна характеристика
Одно-, дво- або багаторічна трав'яниста рослина. Стебла до 30 см завдовжки, рясно розгалужені. Листки 3–50 × 0,3–2,5 мм, лінійні, іноді гострі, дещо м'ясисті. Прилистки до 4,5 мм, широко трикутні, сірі. П'ять чашолистків (3)3,5–5(5,5) мм, залозисто-запушені. Пелюстки 2–3(3,5) мм, яйцеподібні або яйцевидо-ланцетні, білі й глибоко рожеві на вершині. Капсула (3,5)4–6(6,5) мм, така ж, або довша, ніж чашолистки. На відміну від Spergularia media, більшість насіння не має широких крил; безкриле насіння розміром 0,5–0,7(0,8) мм.

## Поширення
Батьківщина. Північна Африка: Алжир; Єгипет; Лівія; Марокко; Туніс. Азія: Бахрейн; Кувейт; Оман; Саудівська Аравія; Об'єднані Арабські Емірати; Ємен; Китай; Японія; Корея; Казахстан; Таджикистан; Туркменістан; Узбекистан; Монголія; Афганістан; Кіпр; Іран; Ірак; Ізраїль; Йорданія; Ліван; Сирія; Туреччина; Пакистан. Кавказ: Азербайджан; Росія — Дагестан, Передкавказзя, європейська частина, Сибір, Західний Сибір, Далекий Схід. Європа: Білорусь; Естонія; Латвія; Литва; Молдова; Україна; Австрія; Бельгія; Чехія; Німеччина; Угорщина; Нідерланди; Польща; Словаччина; Данія; Фінляндія; Ірландія; Норвегія; Швеція; Об'єднане Королівство; Албанія; Болгарія; Хорватія; Греція; Італія; Чорногорія; Румунія; Сербія; Словенія; Франція; Португалія [вкл. Азорські острови, Мадейра]; Гібралтар; Іспанія [вкл. Канарські острови]. Північна Америка: Канада; Сполучені Штати; Південна Америка: Фолклендські острови, Аргентина, Чилі. Натуралізований. Австралія; Нова Зеландія; Сполучені Штати Америки — Мідуей, Гаваї; Бермуди, Колумбія, Бразилія, Мексиканські тихоокеанські о-ви. Росте в солончакових прибережних районах.
В Україні зростає на солончаках, солонцях, морським узбережжям — на південному сході, часто

## Галерея

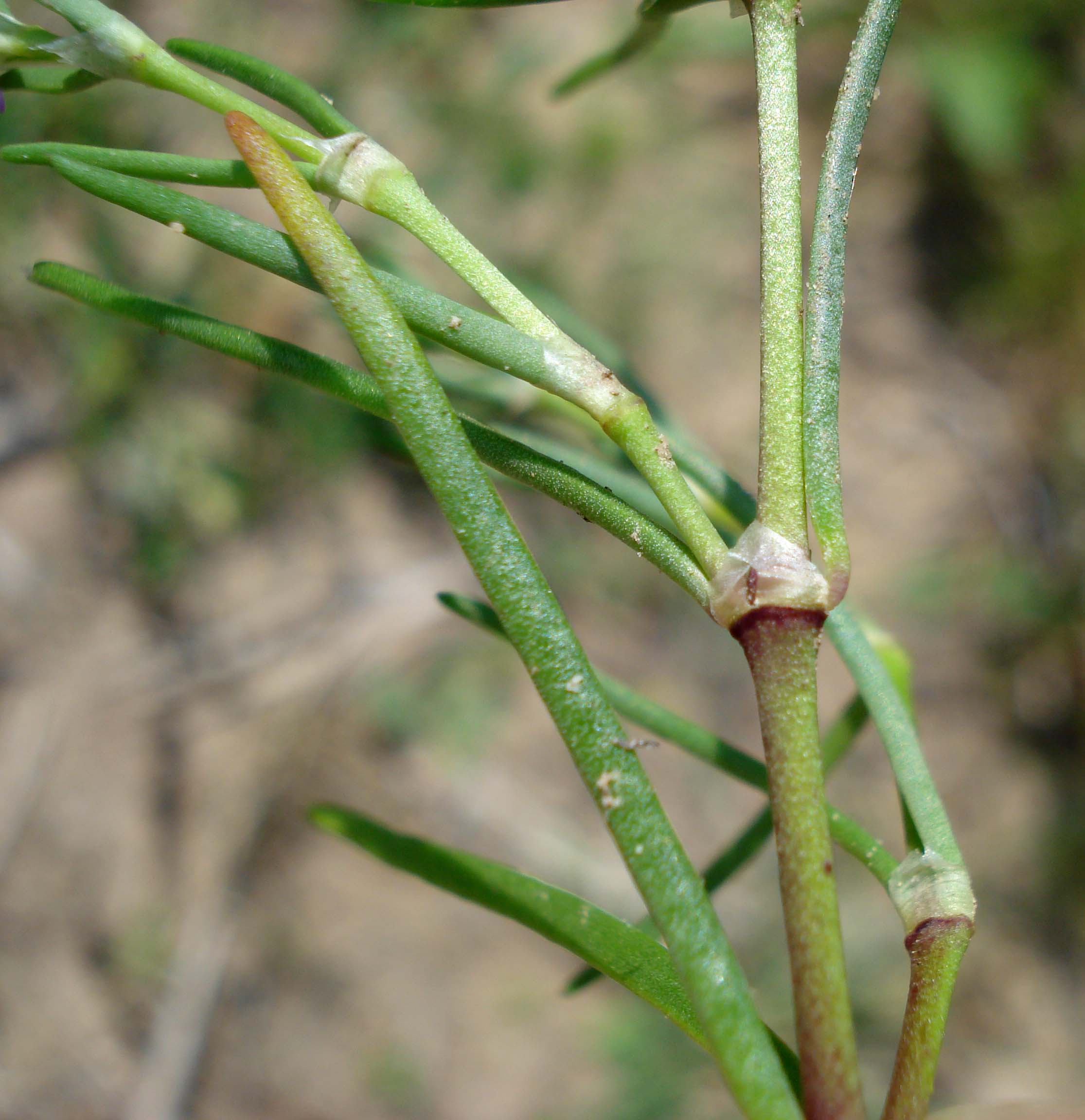
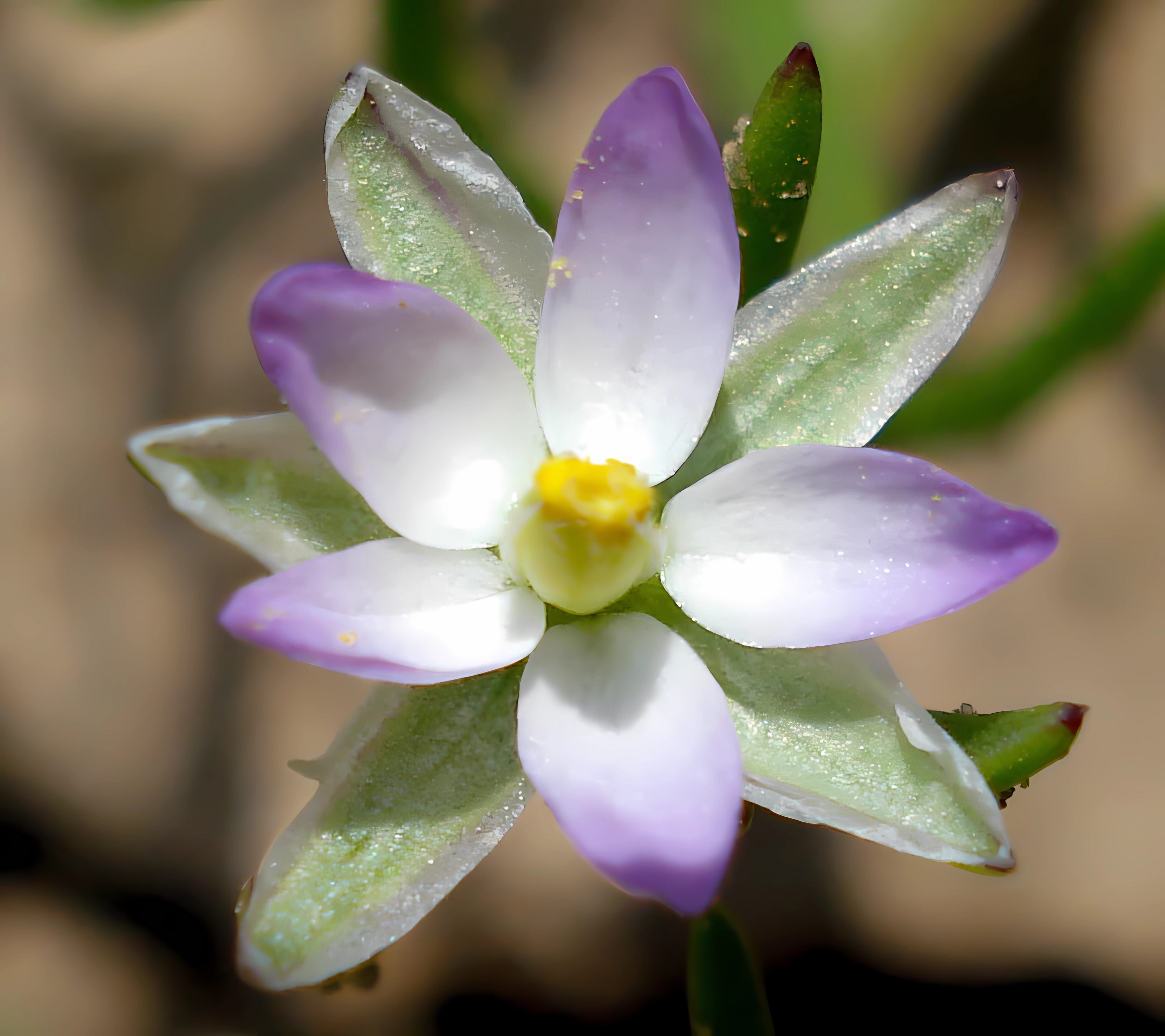
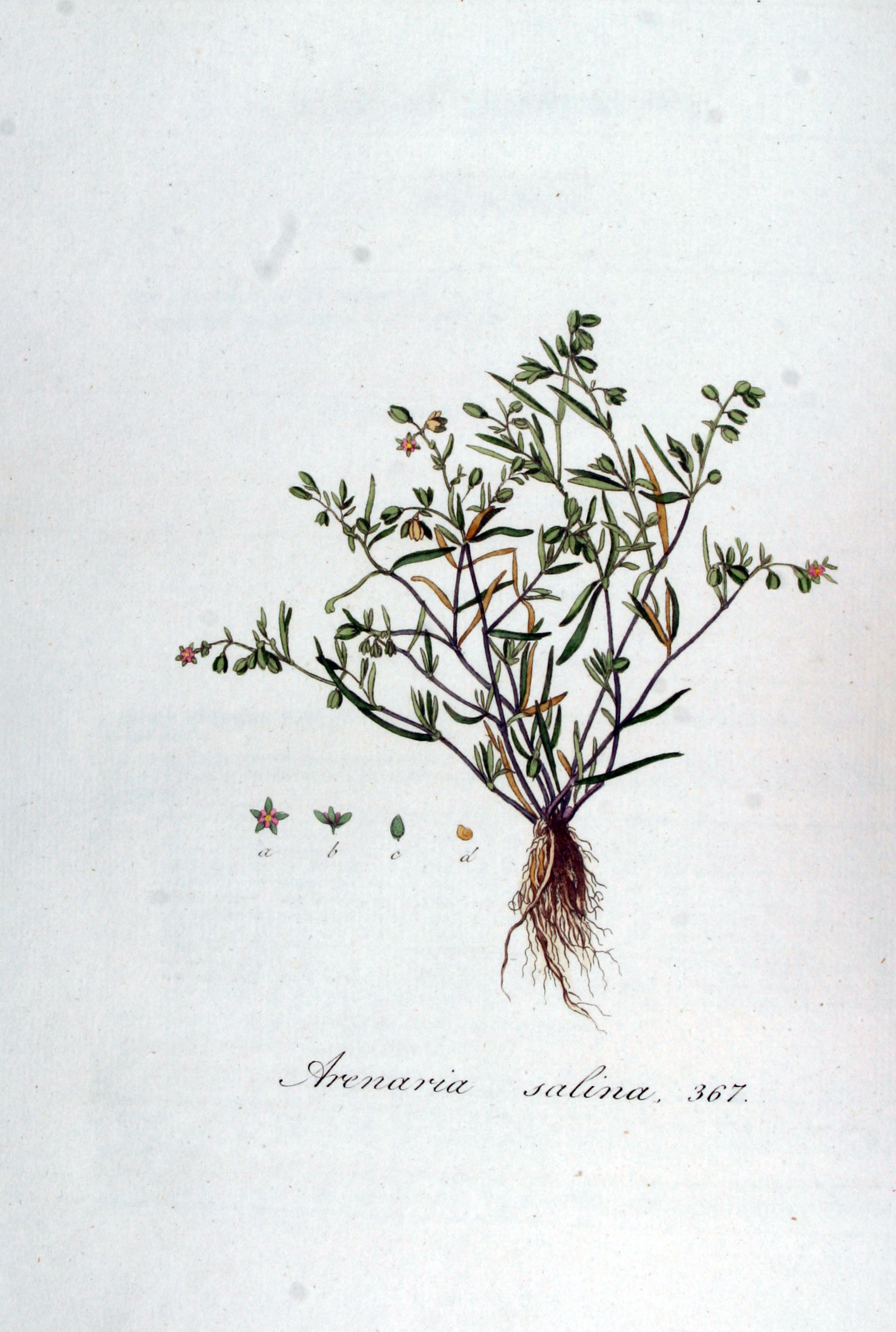